# 아베 아란
아베 아란(일본어: 阿部顕嵐, 1997년 8월 30일 ~ )은 일본의 탤런트, 배우, 아이돌, 가수이며, 7ORDER의 멤버이며 보컬을 맡고 있다.
도쿄도 출신.

## 내력
2010년 10월 23일, 쟈니스 사무소 입소.
2012년부터 자니스 주니어 유닛 Travis Japan으로 활동하고, 2016년 5월부터 Love-tune의 멤버로도 활동한다. 그러나, 2016년 10월 무대 『ABC좌 주식회사 응원집!!~OH&YEAH!!~』이후로 Travis Japan 활동하지 않고 Love-tune 활동을 전념한다.
2013년, 『49』로 드라마 데뷔. 2014년 『근거리연애 ~Season Zero~』로 드라마 첫 주연.
2018년 11월 30일, 유료공식사이트 『자니스주니어정보국』에서 쟈니스 사무소 퇴소 발표.
2019년 1월, 공식인스타그램 개설. 같은 해 2월 11일, 사나다 유마와 TOKYO MX의 정보 버라이어티 방송 『히루큥』 에 출연하여 방송 활동을 재개. 3월 31일, TOKYO MX FES.2019에서 사나다 유마와 함께 이벤트 『사나다 유마와 아베 아란의 츠나게루 츠나게루 츠나게루』를 개최. 본 이벤트에서 야스이 켄타로를 제외한 전 Love-tune 멤버들이 서프라이즈 게스트로서 참가하였다.
2019년 5월 22일, 쟈니스 주니어 시절 결성했던 Love-tune 멤버들과 함께 7ORDER project를 발표함으로 7명으로서의 활동을 재개.

## 출연
그룹에서의 출연은 Travis Japan, Love-tune, 7ORDER을 참조. 개인 출연만 기재.

### 드라마
- 49 (2013년 10월 6일 ~ 12월 29일, 닛폰 TV) - 타지마 유우키 역
- SHARK ~2nd Season~ (2014년 4월 19일 ~ 7월 13일, 닛폰 TV) - 사토 아루토 역
- 근거리연애 ~Season Zero~ (2014년 7월 19일 ~ 10월 11일, 닛폰 TV) - 주연・사쿠라이 하루카 역
- 오니짱 가챠 5화 (2015년 2월 8일, 닛폰 TV) - 키라라 역

### 영화
- 하늘을 나는 타이어 (2018년 6월 15일, 쇼치쿠) - 카도타 슌이치 역
- 투 아웃 풀베이스 (2022년 3월 25일 공개예정, 토에이비디오) - 주연・이치 역

### 예능
- 쟈니즈Jr.랜드 (BS스카바!)
- 가무샤라! (2014년 4월 12일 ~ 2016년 4월 2일, TV 아사히)
- 스캇토재팬 36회 (2015년 11월 16일, 후지 TV) - 후지무라 아츠시 역

### 무대
- Johnny's Dome Theatre 〜SUMMARY〜 (2012년 9월 8일・9일, TOKYO DOME CITY HALL)

- 쟈니스 긴자 2014 [Sexy Boys] (2014년 4월 28일 ~ 5월 1일・30일, 시어터 크리에)
- 뮤지컬 『마녀 배달부 키키』 (2017년 6월 1일 ~ 4일, 신국립극장 중극장 / 8월 31일 ~ 9월 3일, 우메다 예술극장 시어터 드라마시티) - 톰보 역
- 누구 (2017년 11월 25일~ 12월 10일, 텐노즈 은하극장) - 주연・니노미야 타쿠토 역
- 『히프노시스마이크-Division Rap Battle-』 Rule the Stage - 아오히츠기 사마토키 역
  - 『히프노시스마이크-Division Rap Battle-』 Rule the Stage -track.1- (2019년 11월 15일 ~ 12월 1일, 시나가와 프린스 호텔 스텔라볼)
  - 『히프노시스마이크-Division Rap Battle-』 Rule the Stage -track.4- (2021년 2월 5일 ~ 19일, TOKYO DOME CITY HALL / 2월 25일 ~ 28일, 메루파루쿠홀 오사카 / 3월 5일 ~ 7일, 후쿠오카 산파레스호텔&홀)
  - 『히프노시스마이크-Division Rap Battle-』 Rule the Stage -Battle of Pride- (2021년 8월 14일・15일, 오사카공연 / 8월 24일・25일, 카나가와공연)
  - 『히프노시스마이크-Division Rap Battle-』 Rule the Stage -track.5- (2022년 1월 7일 ~ 9일, 메루파루쿠홀 오사카 / 1월 27일 ~ 2월 6일, TOKYO DOME CITY HALL)

- 『FINAL FANTASY BRAVE EXVIUS』 THE MUSICAL (2021년 3월 12일, 니코니코 생방송) - 레인 역
- October Sky -먼 하늘 저편으로- (2021년 10월 6일 ~ 24일, Bunkamura 시어터 코쿤 / 11월 11일 ~ 14일, 모리노미야 필로티홀) - 로이 역

### 콘서트
- 가무샤라 J's Party!! Vol.9 (2015년 3월 30일 ~ 4월 2일, EX시어터 롯폰기)
- 가무샤라 서머스테이션 [팀 하] (2015년 7월 23일・26일・29일・30일・8월 12일・13일・15일・16일, EX시어터 롯폰기)

### CM
- 하우스식품 『톤가리콘』 (2015년) - 나카야마 유마, 키시유타와 공동출연

### PV
- Sexy Zone <Lady 다이아몬드> (2012년)
- Sexy Zone <King & Queen & Joker> (2014년)

### 이벤트
- 사나다 유마와 아베 아란의 츠나게루 츠나게루 츠나게루 (2019년 3월 31일, 도쿄 돔 시티 프리즘 홀)